# Zutkerque
Zutkerque är en kommun i departementet Pas-de-Calais i regionen Hauts-de-France i norra Frankrike. Kommunen ligger i kantonen Audruicq som tillhör arrondissementet Saint-Omer. År 2022 hade Zutkerque 1 795 invånare.

## Befolkningsutveckling
Antalet invånare i kommunen Zutkerque
| Referens: INSEE |